# Bruno Pallesi
Bruno Augusto Cesare Pallesi (n. 1 ianuarie 1921, Milano, Regatul Italiei – d. 7 iunie 1987, Milano, Italia) a fost un cântăreț italian.